# Réthát
Réthát (románul: Tisa Nouă, 1945-ig Wiesenhaid, németül: Wiesenhaid) falu Romániában, a Bánságban, Arad megyében.

## Fekvése
Aradtól 12 km-re dél–délkeletre fekvő, tipikus tervezett, négyzet alaprajzú bánáti telepesfalu.

## Nevének eredete
Magyar neve az eredeti német név hozzávetőleges tükörfordítása, amely elsőként 1828-ban tűnt föl. A Wiesenhaid jelentése 'rét + puszta'. A telepítő kamara részéről a névválasztást befolyásolhatta a von Schönborn választófejedelmi család származási helye, az alsó-frankföldi Wiesentheid. Mai román nevét azért kapta, mert 1945-ben román lakói a Halmágy vidéki Tisza faluból érkeztek.

## Története
A középkori Ibéd és Asszonylaka falvak területén fekszik. A kamara telepítette Féregyház határára 1771-ben száz Trier környéki, lotaringiai és frank családdal. 1781-ben a Kövér család vásárolta meg a kamarától. 1830-tól dohányt termesztettek benne. 1851-ben vált önálló római katolikus plébániává. 1898-ban kisközségből nagyközséggé alakult.
1945-ben 130 lakosát hurcolták kényszermunkára a Szovjetunióba, ahol 26-an haltak meg. Helyükre Tiszáról románokat telepítettek. 1959, majd főként 1972 után német lakossága elhagyta. 1977-ben szűnt meg a német tannyelvű oktatás, 1978-ban az önálló plébánia. 1977-ben rendezték meg a faluból elszármazottak első találkozóját Ulmban.

## Népessége
- 1859-ben 777 lakosából 753 volt német és 24 román nemzetiségű.
- 1900-ban 997 lakosából 942 volt német, 32 román és 20 magyar anyanyelvű; 964 római katolikus és 33 ortodox vallású.
- 2002-ben 962 lakosából 909 volt román, 22 szlovák, 10 cigány, 10 magyar, 6 ruszin és 5 német nemzetiségű; 773 ortodox, 146 pünkösdista, 27 római katolikus és 11 baptista vallású.

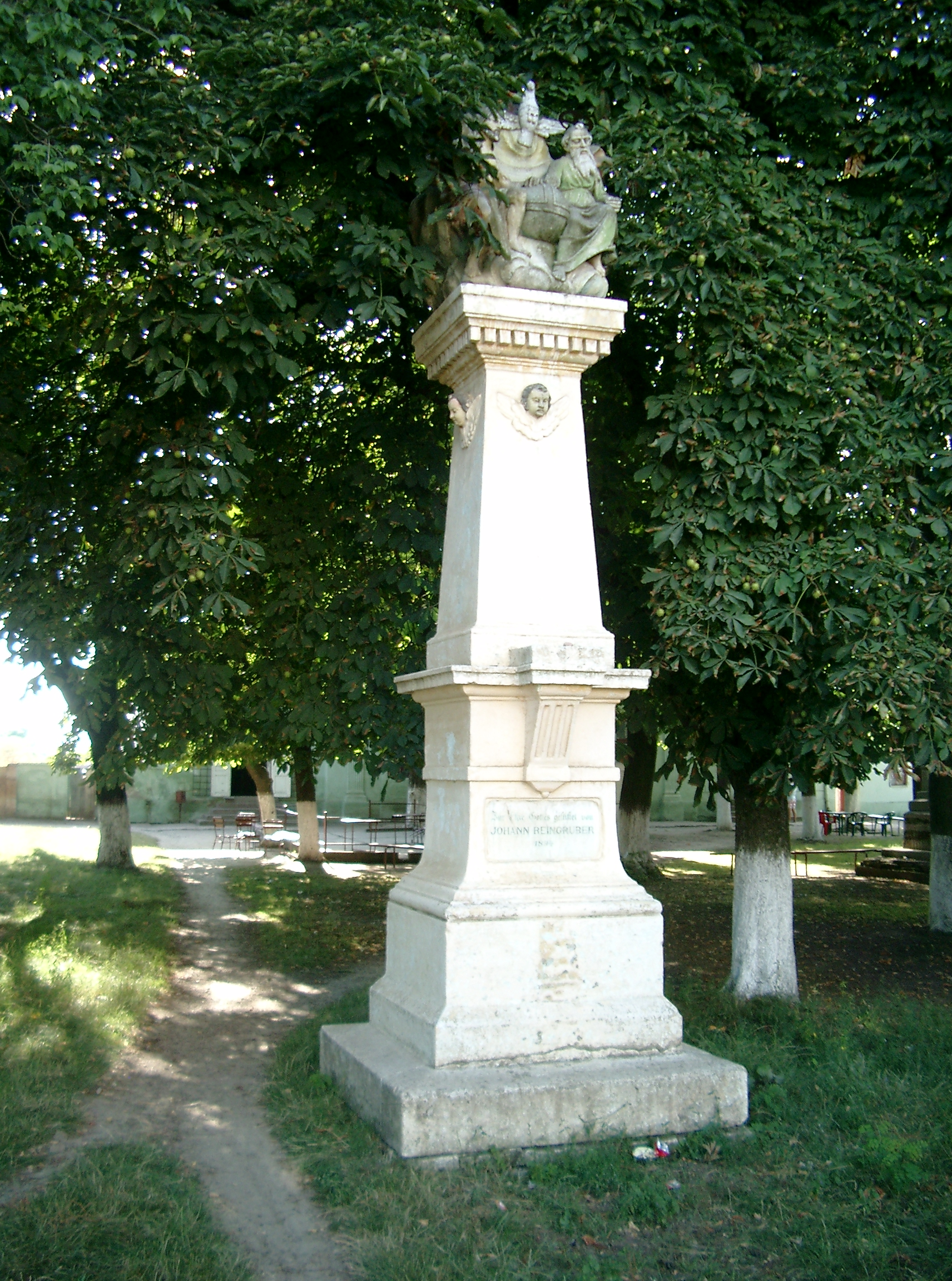
Szentháromság-oszlop

## Híres emberek
- Itt született 1825. március 11-én Kövér Lajos drámaíró.

## Külső hivatkozások
- Német nyelvű website Réthátról
- Réthát oldala a www.virtualarad.net website-on (románul)
- A római katolikus templom és orgona fényképeken, az orgona ismertetésével (németül)